# Facelina drummondi
Facelina drummondi är en snäckart. Facelina drummondi ingår i släktet Facelina och familjen Facelinidae. Inga underarter finns listade i Catalogue of Life.